# Truman (banda)

Truman es una banda Chilena de rock que comenzó su carrera a comienzos del año 2001.
La banda tuvo una insensible alienación hasta que en el 2003 el cantante Mauricio Riveros se unió a Rodrigo Guevara (bajista). Desde entonces se han convertido en uno de los números en vivo más sólidos de Chile.
El foco de atención a primera mirada se sitúa en Mauricio Riveros como frontman, pues sus apariciones, tanto en vivo como en videoclips, se caracterizan por su particular vestuario, conformado por faldas de seda, plumas vistosas y anteojos negros, a los que se le han sumado desde cachos de diablo hasta alas de ángel, incluso coronas y bandas de reina. A pesar de todo eso, la fuerte entrega como cantante y la intensidad de sus letras, hacen que su vestuario pase a segundo plano.
Truman no siente compromisos con ningún estilo musical, mas si con la canción, ya que entre las piezas de su repertorio se pueden encontrar electrónica, rock, pop e incluso boleros.
Entre los años (2004) y (2006), Truman editó una seguidilla de singles de manera independiente, logrando todos un reconocimiento para el grupo de parte de la crítica y del público, sin embargo editaron "Sueños al Oído", su disco debut el año 2007, con lo que se convirtieron en la primera banda chilena en editar un disco debut luego de 7 singles destacados.
El 2008 nuevamente hicieron noticia al publicar  "Lazos", el primer disco compilatorio de lados B en la historia del rock chileno.
Sus conciertos en vivo han sido catalogados como "el show mas hipnótico de una banda chilena".

## Historia

### Los primeros pasos
Truman debutó en el 2001 en Santiago de Chile con el sencillo ‘En Reversa’ (extraído de un ep del mismo nombre), fundados por el cantante y compositor Mauricio Riveros, único integrante original de la banda, quien, luego de un año de presentaciones en vivo comenzó a reformular el grupo hasta dar en el 2003 con una alineación más apropiada, la que incluyó a Rodrigo Guevara en el bajo y programaciones y un año más tarde a Franklin Zuvic en guitarras.
Los cambios de formación en los primeros años de la carrera de Truman tuvieron como consecuencia el postergamiento de una primera entrega discográfica (que sucediera al EP "En Reversa" del 2001), pero el grupo se repuso de la mejor manera hacía el 2004, con la incorporación de nuevos elementos en su música, como la predominancia de las guitarras electroacústicas y bases programadas, que se dejaron oír para el sencillo ‘Crecer’, cuyo clip irrumpió mostrando a Mauricio Riveros alado rotando con insistencia cada noche por MTV.
Si la primera mitad de la década del 2000 la industria del disco confirmaba sus horas más bajas, Truman lo enfrentó registrando en el 2005 su debut al que bautizaron "Sueños al Oído" y lo desmembraron durante dos años en una seguidilla de singles a la usanza del mercados extranjeros, es decir con temas exclusivos como extras. Estas miniediciones fueron agotadas rápidamente por sus seguidores cada vez que fueron puestos a la venta en sus conciertos, pero el disco completo permanecería inédito por un tiempo más.

### La imagen inconfundible
Un factor muy importante en Truman ha sido la reinvención estética para cada uno de sus singles, en evidencia de ello están todos sus videoclips oficiales, retratos fieles a sus etapas: Primero el cuarteto primitivo de ‘En reversa’, la figura solitaria y característica de Riveros en ‘Crecer’, la búsqueda mecánica y sofocante de ‘Nébula’, la fijación con lo glam en pleno apogeo del garage rock chileno en ‘Silencio’, la melancolía que tiñó pétalos de rosa en la balada ‘Descifrarme’ y la inquietante tentación sostenida en ‘Testigo’. Todos trabajos distintos y con resultados igualmente satisfactorios para el grupo.
Como parte de la importancia que Truman le da a la imagen en su música, en mayo de 2005 se estrenó el documental "Truman: Pasado, Presente y Porvenir", pieza clave para entender el nacimiento y desarrollo del grupo hasta lo que es hoy en día. Este trabajo fue exhibido en varias salas de conciertos durante ese año.
Otro elemento indiscutiblemente característico de Truman, es la poesía en las canciones escritas por su cantante, textos extremos, desgarradores, que han encontrado eco en el público que se ha ido sumando y, de paso, lo despegaron de inmediato del resto de los autores debutantes. Junto con eso, sus nuevos conciertos se sucedieron sin pausas, lo que les valió el reconocimiento de la prensa, quienes incluyeron elogiosos comentarios y reseñas en varias publicaciones. Gracias a su difusión en internet, el trabajo de Truman también llamó la atención de medios de México y Perú.
En noviembre de 2005, y luego de intensas presentaciones en vivo en Santiago y Valparaíso, el grupo fue convocado a formar parte del compilado "Futuro Esplendor", una selección de 30 bandas nuevas editado por Sello Azul. La colaboración de Truman con ‘Descifrarme’ se convertiría en la punta de lanza de ese disco gracias a la difusión que logró el sencillo, una balada de formas desgarradoras que además fue escogida por el grupo como single para los meses de invierno. ‘Descifrarme’ contó con un clip dirigido por Carlos Toro en las ciudades de Valparaíso y Viña del Mar.
Desde el 2005 hasta hoy, Truman ha permanecido como uno de los nombres más recurrentes en la cartelera de rock en Chile, haciéndose notar cada vez más por su distinción en arreglos y energía en vivo además del particular look escogido por Mauricio Riveros para cada presentación.

### Los años nuevos
En medio de una intensa agenda de conciertos, en enero de 2007 Truman sufre su más importante baja: la salida del bajista Rodrigo Guevara. Como los compromisos adquiridos como grupo no les permitían tomarse un receso, se invitó a Felipe Chávez a tocar el bajo, quien, luego de una veintena de conciertos, fue oficializado como bajista oficial en junio de ese año. Para esa misma fecha (y después de largas negociaciones con varias compañías discográficas), se anunció un acuerdo entre Truman y el sello EMI, compañía que fabricaría y distribuiría el disco "Sueños al Oído", con lo que se concretó otro de los objetivos de la banda: que su debut estuviera disponible en todo Chile. El nuevo single extraído de "Sueños al Oído" fue ‘Testigo’, canción que no tardó en entrar a las emisoras más importantes del país.
La alianza de Truman con el sello EMI fue recibida con entusiasmo por la prensa, quienes destacaron que era la primera vez que una banda chilena editaba un disco debut con tantos singles reconocidos ('En reversa', 'Crecer', 'Nébula', 'Silencio', 'Descifrarme', 'Fallar' y 'Testigo') y con ese mismo entusiasmo, los seguidores del grupos agotaron rápidamente las copias del disco disponibles en las tiendas. Radio Rock & Pop se sumó a la atención que provocaba la banda, anunciando un programa con Truman con una promo que rezaba “las cuerdas vocales más llamativas del momento”, cada una hora y durante una semana, mientras que en Carolina la periodista Rayen Araya calificaba a la banda como “el show mas hipnótico de Chile”. El grupo celebró el esperado lanzamiento con un emotivo concierto en la Sala SCD el 25 de agosto de 2007.
A estas alturas Truman continuaba siendo uno de los pocos números tan constantes y reconocibles de la escena chilena con conciertos cada semana. Ese reconocimiento se extendía también entre los pares, pues se comenzó a hacer más frecuente la participación de Mauricio Riveros como cantante invitado en los sets de varias bandas.
Los elogios al recién publicado “Sueños al Oído” no se hicieron esperar. Diferentes medios escritos apuntaron que “la balada ‘Descifrarme’ estaba en la memoria colectiva”, se destacó “la vocación hímnica de ‘Crecer’” y de sus letras se comentó que eran “crípticas y bellas” o que “son de una calidad narrativa y poética que difícilmente podrían dejar indiferente a sus seguidores”. Para la Navidad de 2007 Truman anunció un nuevo sencillo extraído de “Sueños al Oído”, se trataba de la nueva versión de ‘En Reversa’, cerrando de manera cíclica el trabajo de ese disco. El grupo ofreció un concierto gratuito y completamente desenchufado para sus fanáticos, agrupados bajo el nombre de Comunidad Truman, y les regalaron un disco con versiones desenchufadas de ‘En reversa’ y una eléctrica para ‘Lazos’.

### Lazos
Los primeros meses de 2008 Truman se dedicó a la grabación de su esperado segundo disco, trabajo para el cual ya tenían más de una veintena de canciones listas. Algunos de los nombres que estarán allí son: ‘Principios’, ‘La Estaca’, ‘Frío’, 'Mentira es la casualidad' y ‘Vicio’, solo por adelantar algunas. En junio de 2008, y luego de varios meses de colaboración, se oficializa la inclusión de Edita Rojas como baterista oficial del grupo. La llegada de Edita se dio justo para la grabación del segundo trabajo de Truman, en el que se notó de inmediató el aporte y el fiato del cuarteto.
Si en el 2007 Truman se transformaba en la primera banda chilena en editar un disco debut luego de seis singles destacados, en el 2008 se transformarían en la primera banda chilena en editar un disco de lados B, pues todos los trabajos extras que aparecieron publicados en sus maxi singles serían reunidos bajo el título "Lazos", un disco planeado para su descarga digital gratuita.
Así, y en pleno 2009, Truman se presenta como la banda con uno de los espectáculos en vivo más atractivos de la escena, con un cantante con una personalidad y una lírica que nunca había tenido par en el rock nacional, sin contar que sus músicos son constantemente invitados a colaborar en vivo con otras bandas, y el hecho de convertirse en referente para nuevas agrupaciones ha marcando una huella inconfundible en la carrera de Truman.
El fiato de su alineación como banda, su constancia como número en vivo, textos cargados de una prosa urbana y su conjugación estilística en escena ha convertido a Truman, sin lugar a dudas, en una de las bandas más particulares de la escena musical latinoamericana en esta década.

## Discografía

### Álbumes de estudio
- Sueños al Oído (2007)
- Lazos (2008)
- Frio (2009)

### Recopilatorios
- Futuro Esplendor (2005) Colaboración con "Descifrarme

### En vivo
- Truman: Desenchufados en UNIACC (2009), disco grabado en directo, para descarga gratuita

## Integrantes
- Mauricio Riveros (2001- Actualidad)
- Franklin Zuvic (2005- Actualidad)
- Felipe Chávez (2007- Actualidad)
- Edita Rojas (2007- Actualidad)

## Ex Integrantes
- Alan Acuña (2000-2003)
- Drag (2003-2007)